# Kwesta

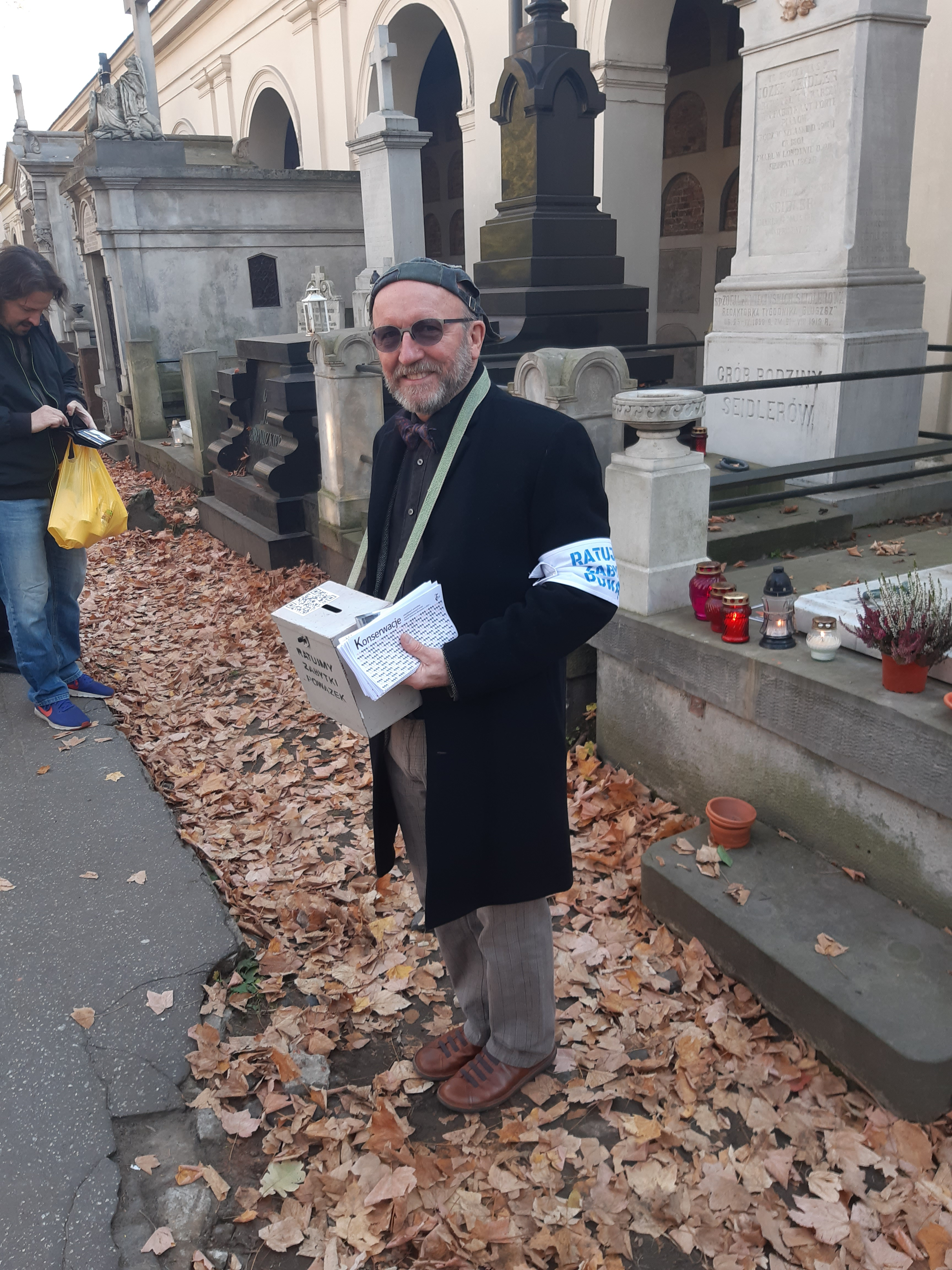
Kwesta na rzecz ratowania Starych Powązek w Warszawie (na fotografii Artur Barciś)

Kwesta – zbieranie datków pieniężnych, rzadziej innych dóbr materialnych, przez kwestarzy.
Jej celem jest zdobycie środków na cele charytatywne lub publiczne ofiarowanych przez darczyńców.
Słowem kwesta określa się również datki zebrane podczas kwesty.
Polskie organizacje zajmujące się kwestą to m.in. Caritas i Wielka Orkiestra Świątecznej Pomocy.